# Hersby gymnasium

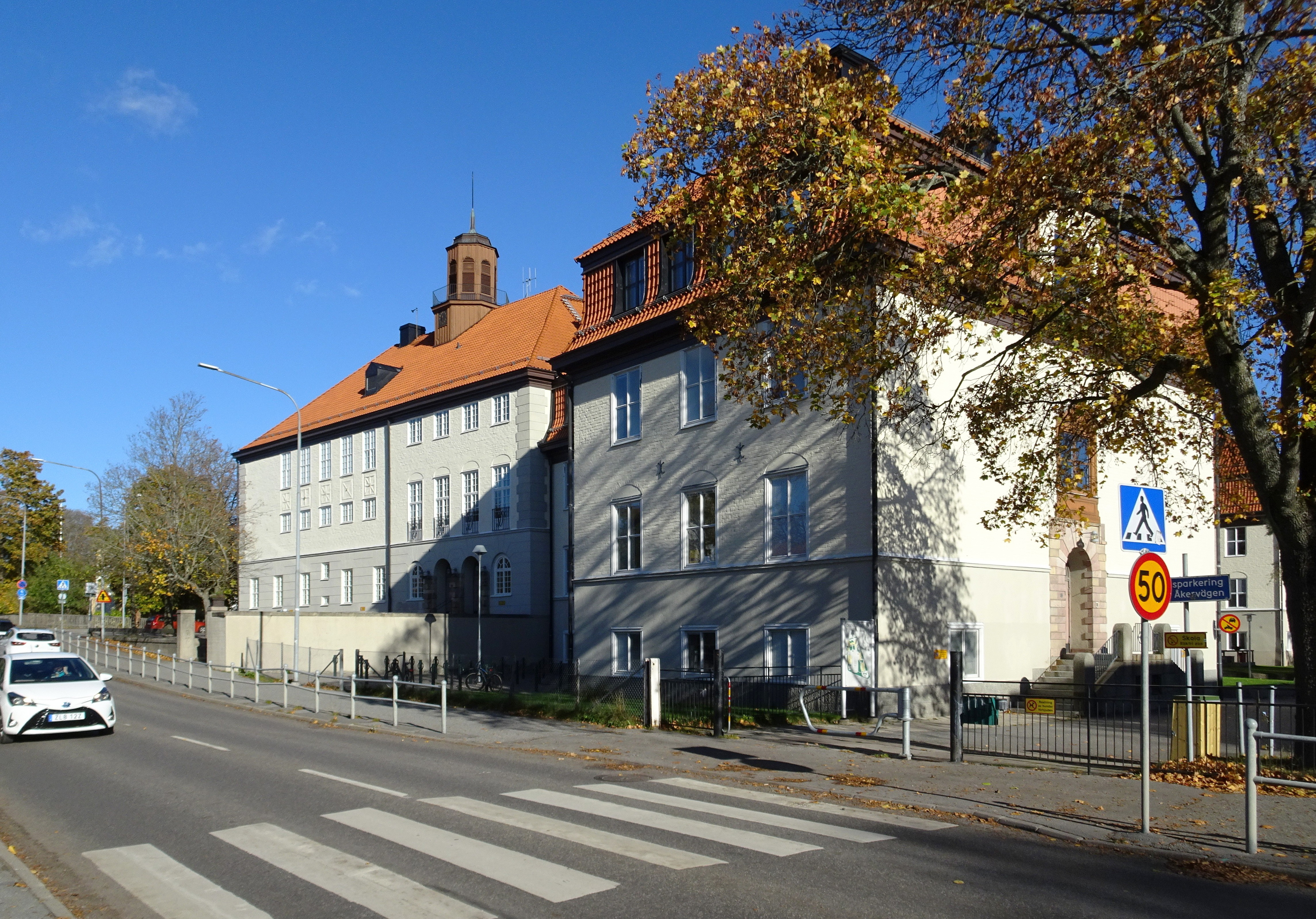
Hersby gymnasium, oktober 2021. Närmast kameran syns första skolhuset från 1914, därbakom tillbyggnaden från 1916.

Hersby gymnasium (tidigare även Lidingö högre allmänna läroverk och Hersby skola) är en gymnasieskola som ligger i kvarteret Ängen mellan Läroverksvägen / Hersbyvägen / Åkervägen / Vasavägen i kommundelen Hersby i Lidingö kommun. Den första skolbyggnaden stod färdig 1914 och byggdes om och till fram till 1957. På tomten står även Hersbyhallen från 1980. Skolan besöks för närvarande (2021) av cirka 1 000 elever.

## Byggnadshistorik

### Den första byggnaden

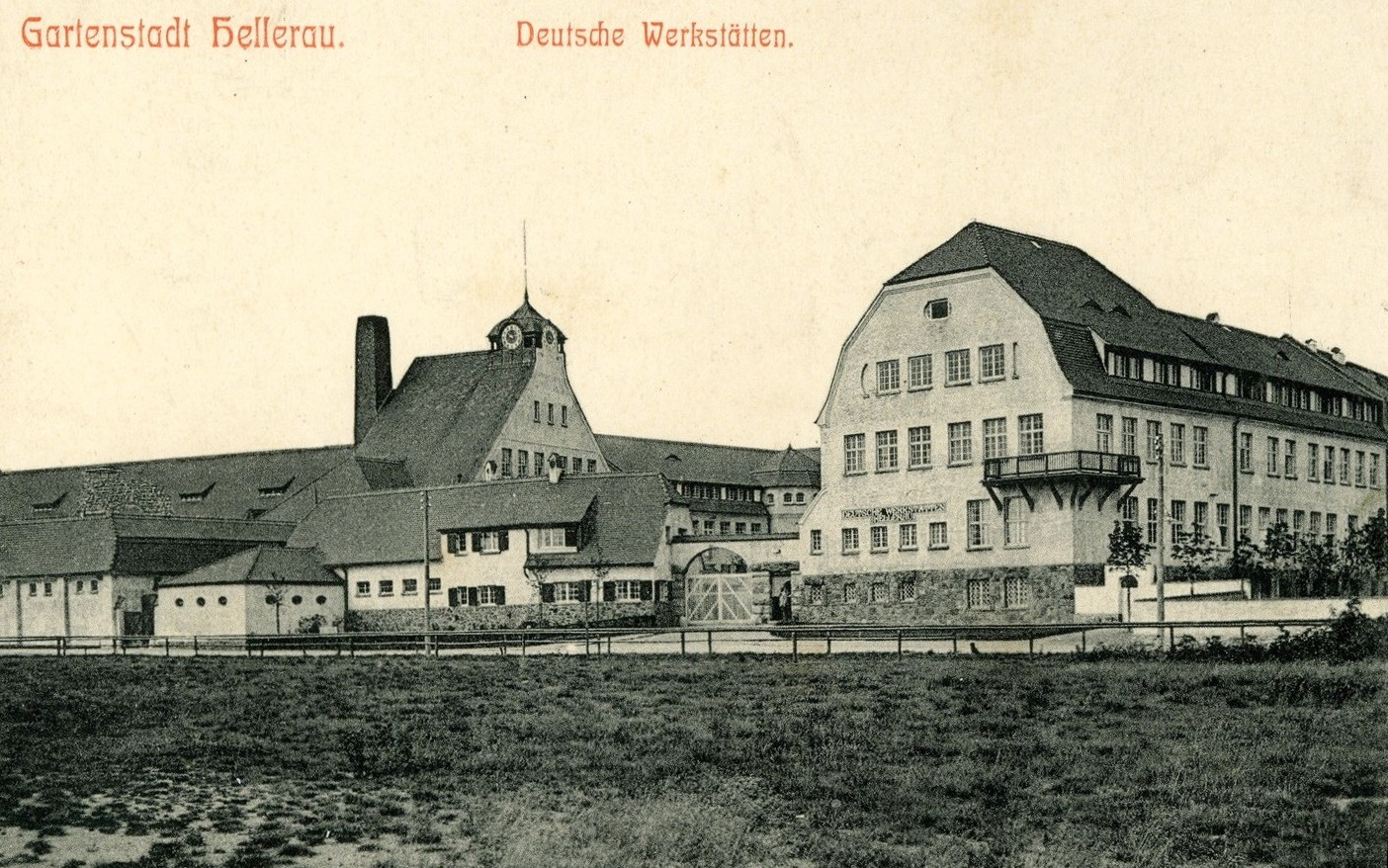
Inspirationskälla Deutsche Werkstätten?

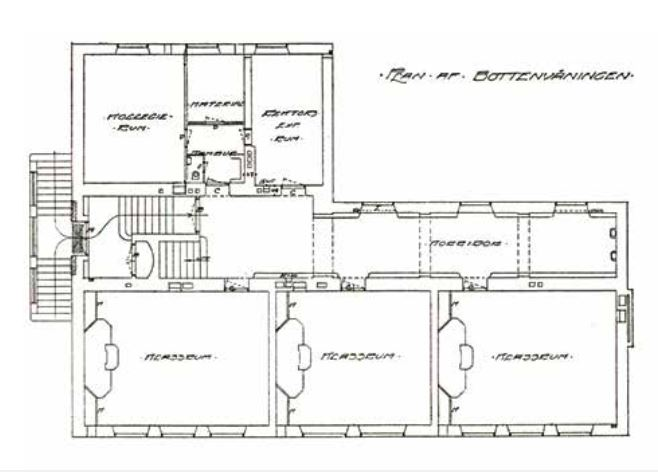
Första skolhuset. Planritning över bottenvåningen, 1914.

Mellan 1913 och 1914 uppfördes den första skolbyggnaden, den byggdes på Hersby gårds tidigare ängsmark som var en gåva till Lidingö villastad och enligt villastadens stadsplan från 1913 avsatt för "allmänt ändamål", alltså skola och idrottsplats. En arkitekttävling föregick själva bygget. Första priset gick till arkitekt Alf Landén vars ritningar sedan bearbetades av arkitektkollegan Jacob Gate och därefter antogs som byggnadsritningar. Både Landén och Gate var vid den tiden ofta anlitade arkitekter med många uppdrag för Lidingö villastad.
Det första skolhuset uppfördes på tomtens nordvästra del och utgör idag skolkomplextes sydvästra flygel. Huset var redan från början tänkt att byggas till mot norr. Vid gestaltningen inspirerades Gate möjligtvis av tidig tysk modernism och i synnerhet Richard Riemerschmids fabriksanläggning för möbeltillverkaren Deutsche Werkstätten Hellerau byggd 1909-1910. Stilen anpassades sedan till svensk nationalromantik.
Till ytan var den ursprungliga skolbyggnaden i Hersby ganska liten. Det rörde om ett fyra våningar högt stenhus med den översta våningen under ett tegeltäckt mansardtak. Byggnaden inrymde åtta klassrum och en kombinerad samlings-, gymnastik- och skrivsal samt teckningssal som till en början användes för sång och slöjd för flickor. Det fanns även plats för lärarrum, rektorsexpedition och materielrum.
I en samtida tidningsartikel i Svenska Dagbladet beskrevs skolans lokaler med följande ord: Lokalerna har ett behagligt, lantligt tycke, med hvita tak och korridorer, väggarna målade i en mild, blå färg […] Klassrummen äro rymliga, glada och trefliga… Invigningen skedde under festliga former med tal och sång den 13 september 1914.

### Historiska bilder

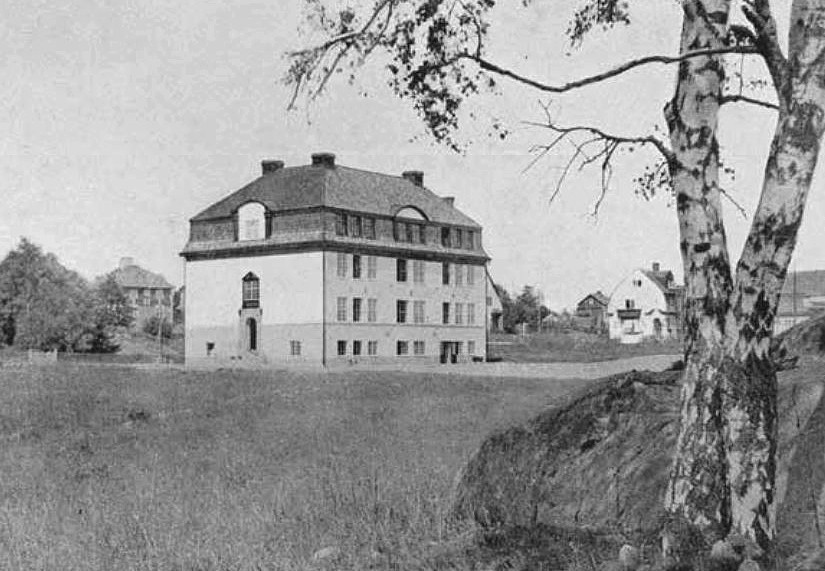
Det första skolhuset, 1914.
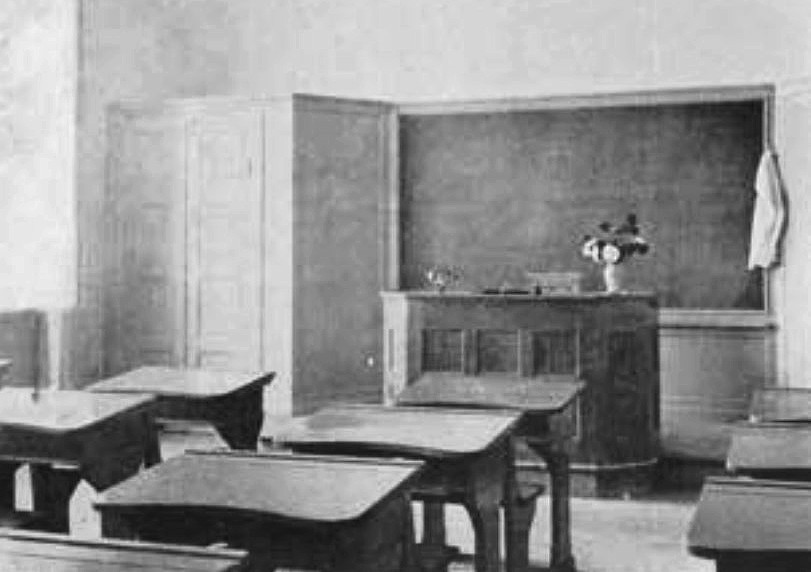
Klassrumsinteriör, 1914.
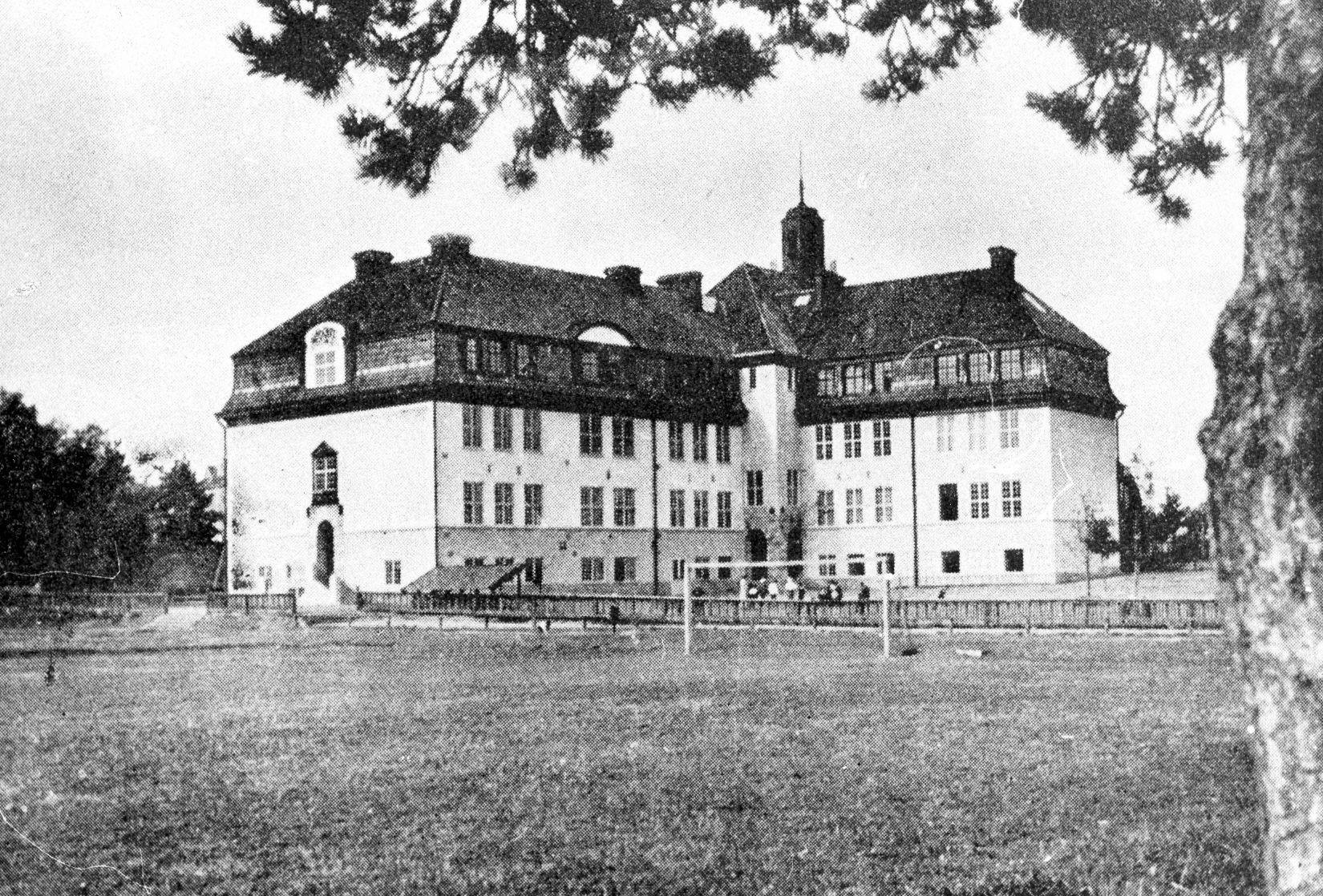
Tillbyggnaden från 1916.
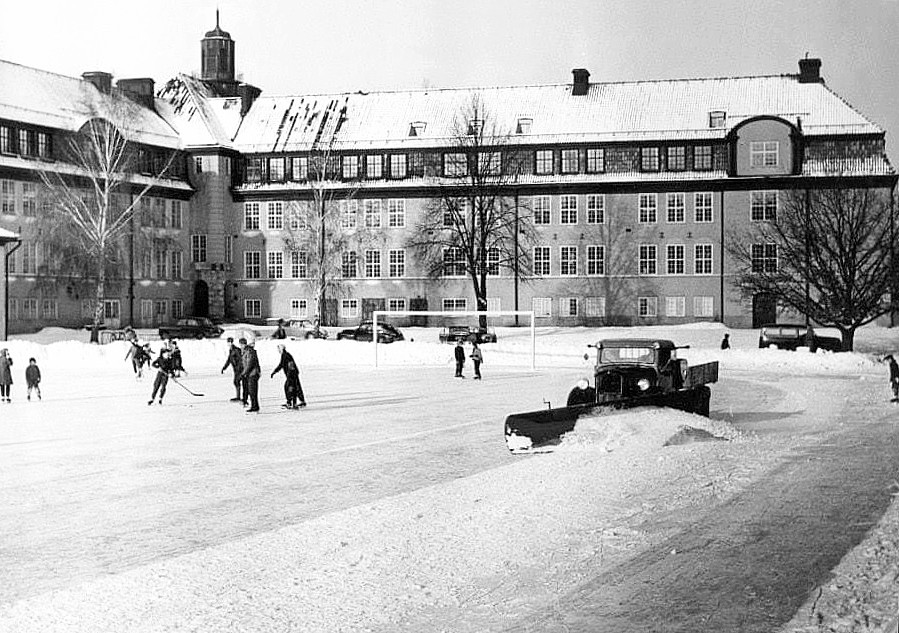
Tillbyggnaden från 1919 på ett fotografi från 1940- eller 1950-talet.

### Tillbyggnader
Redan 1916 tillkom den första utbyggnadsetappen som omfattade vinkeln mot gathörnet nuvarande Läroverksvägen / Hersbyvägen. Tillbyggnaden följde första skolhusets arkitekturstil och blev skolans ”hjärta” med stor aula och en dekorativ taklanternin. Byggnadens betydelse underströks av huvudingången mot Läroverksvägen där tre halvkolonner i sandsten flankerar de båda portalerna. I tillbyggnaden fanns ursprungligen även lokaler för den kommunala förvaltningen som använde skolans aula som sessionssal. Först när nuvarande Lidingö stadshus togs i bruk 1974 lämnade förvaltningen skolan. År 1919 utfördes en tillbyggnad mot öster, dagens mittendel. Både 1916- och 1919 års tillbyggnader ritades också av Jacob Gate. 1957 tillkom ytterligare en tillbyggnad som idag utgör skolhusets östra flygel, även den följde i stil de båda tidigare utökningarna.

### Övriga byggnader
En friliggande institutionsbyggnad uppfördes 1954 på skoltomtens sydöstra hörn, och en matsalsbyggnad 1958 belägen mellan institutionsbyggnad och skolan, båda ritades av arkitekt Bengt Gate i dåtidens arkitekturstil. Båda byggnader har fasader av tunnslammat och vitmålat tegel. Matsalsbyggnaden domineras av matsalens generösa fönsterparti mot skolgården. Ytterligare en separat byggnad utgjordes av Tennishallen, vilken också utnyttjades som gymnastiksal. 
Tennishallen totalförstördes vid en brand hösten 1977 och ersattes 1980 av nuvarande Hersbyhallen. Hallen passar för många olika typer av inomhusidrott; basket, volleyboll, handboll, fotboll, badminton och gymnastik. Hallen har invändig takhöjd på 7 meter och mäter 42x22 meter, delbart genom ridå i två mindre hallar.

### Nutida bilder

Huvudbyggnaden
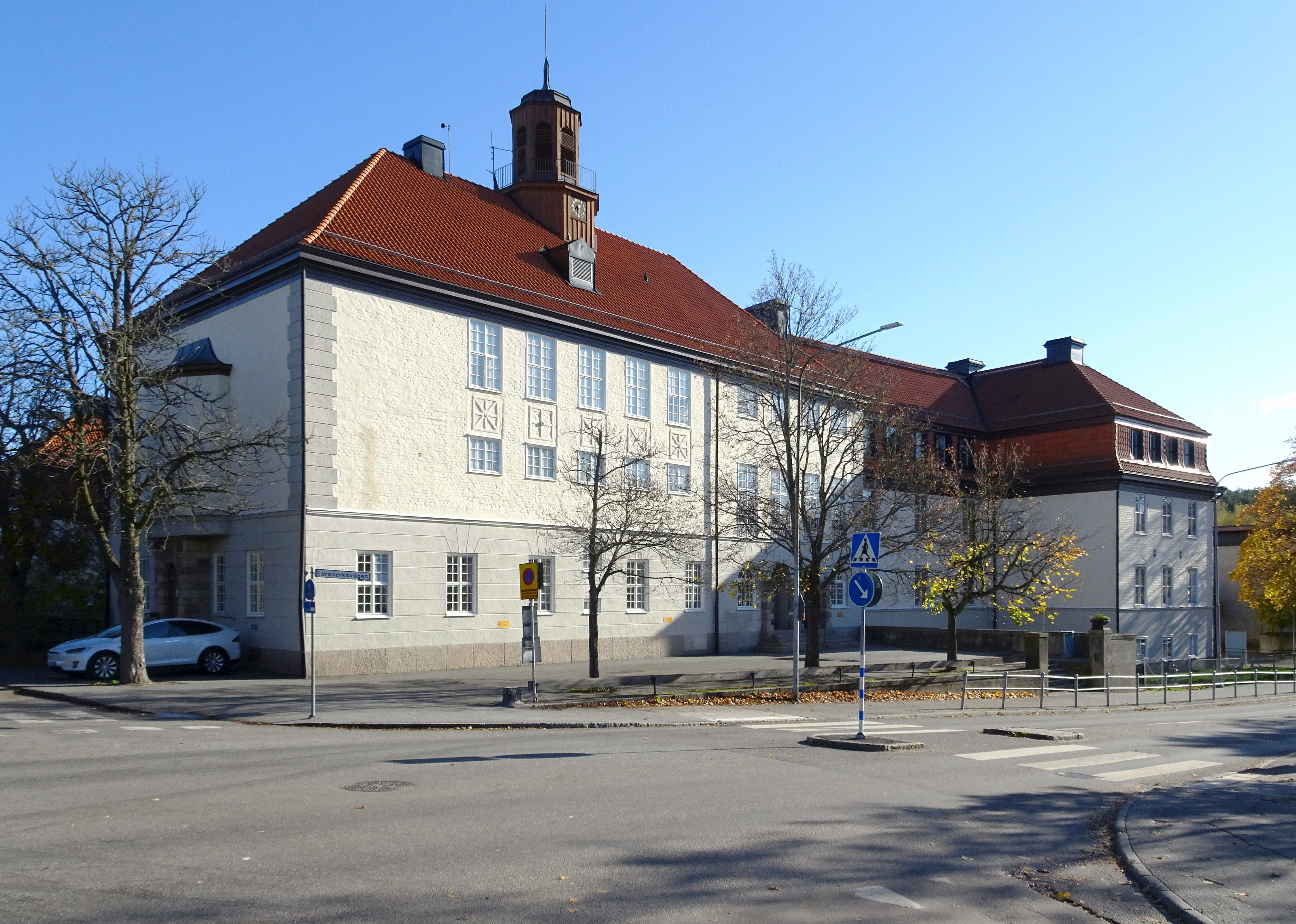
Fasader mot Läroverksvägen / Hersbyvägen.
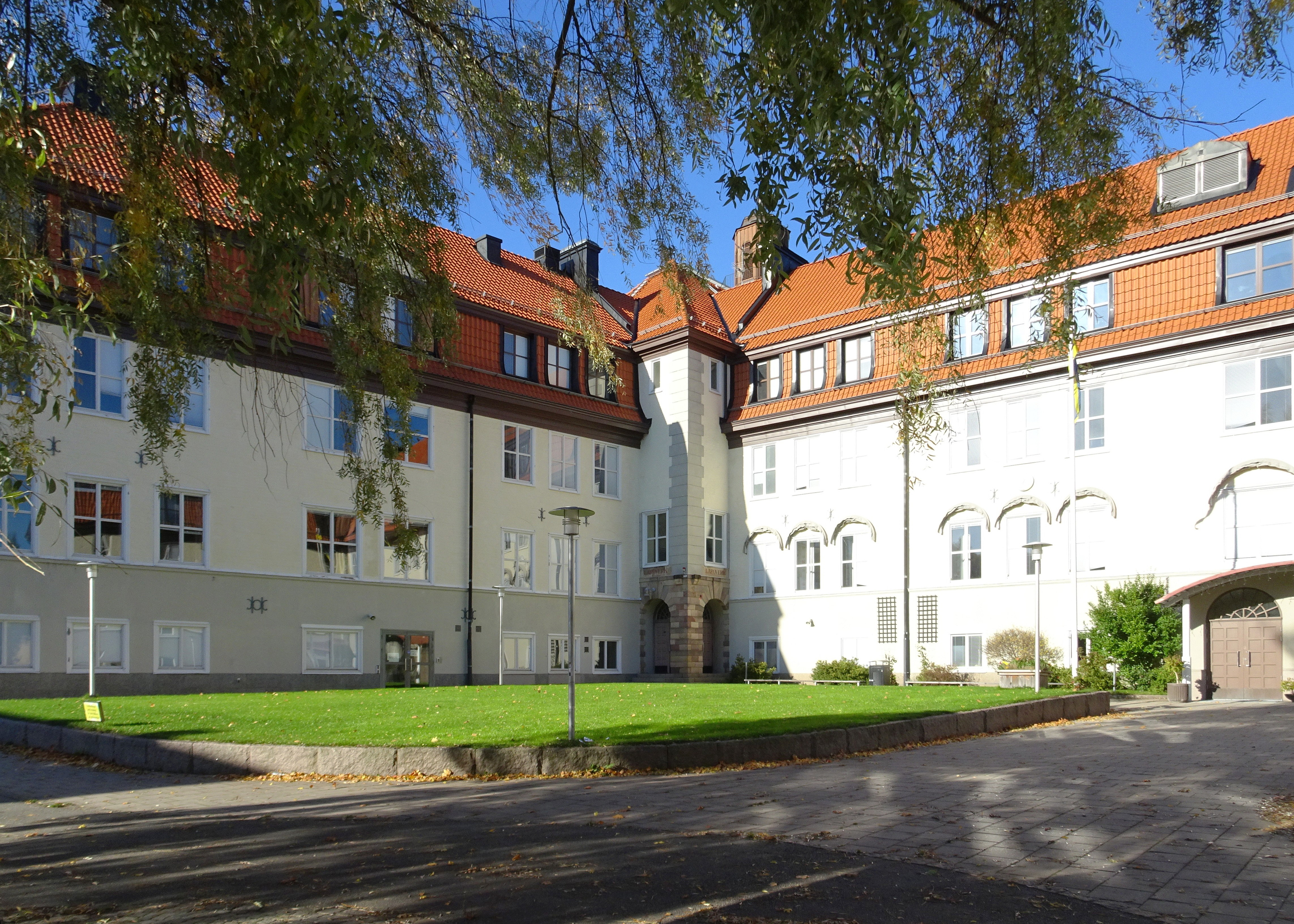
Skolgården med tillbyggnaderna från 1916 och 1919.
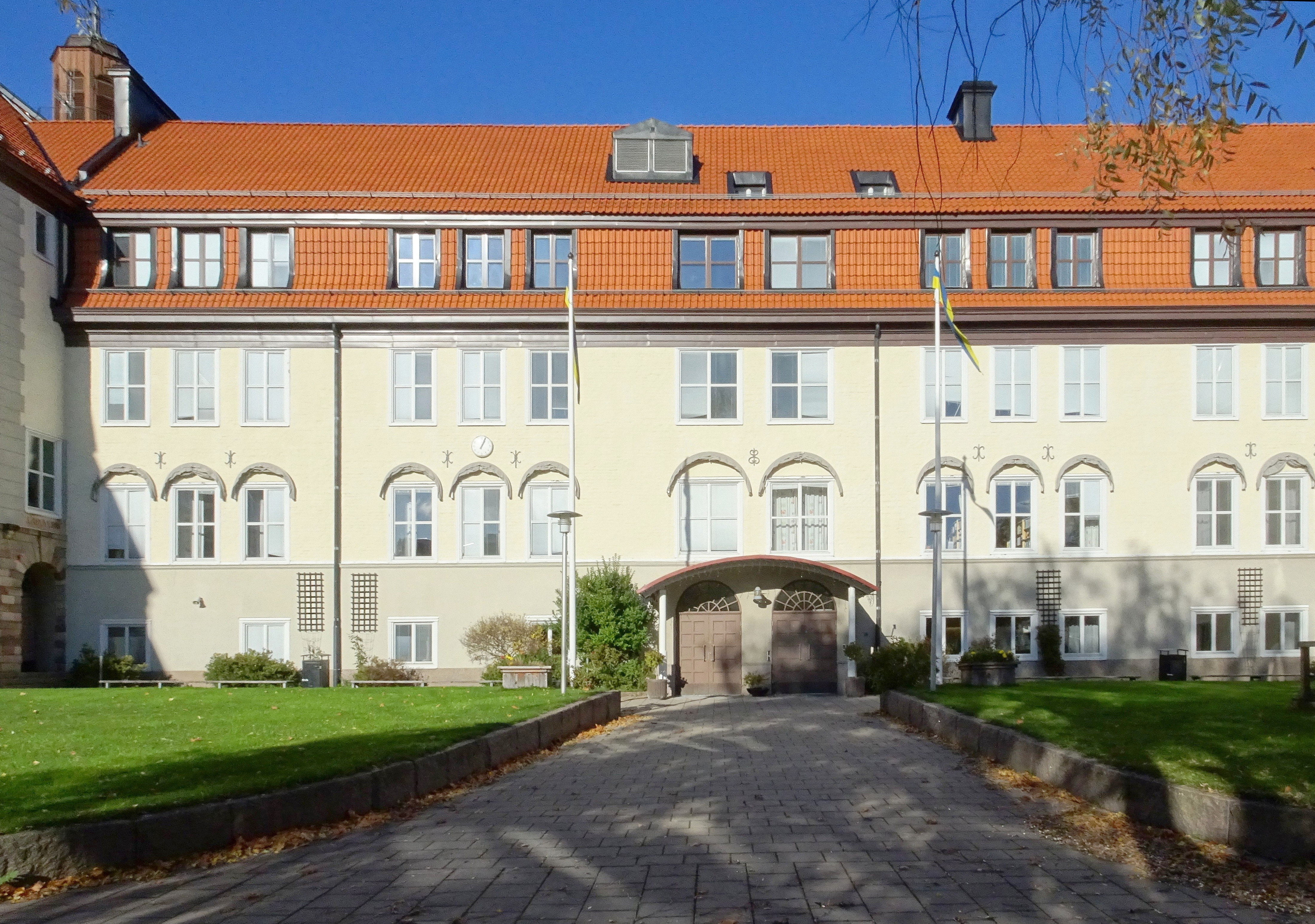
Tillbyggnaden från 1919.
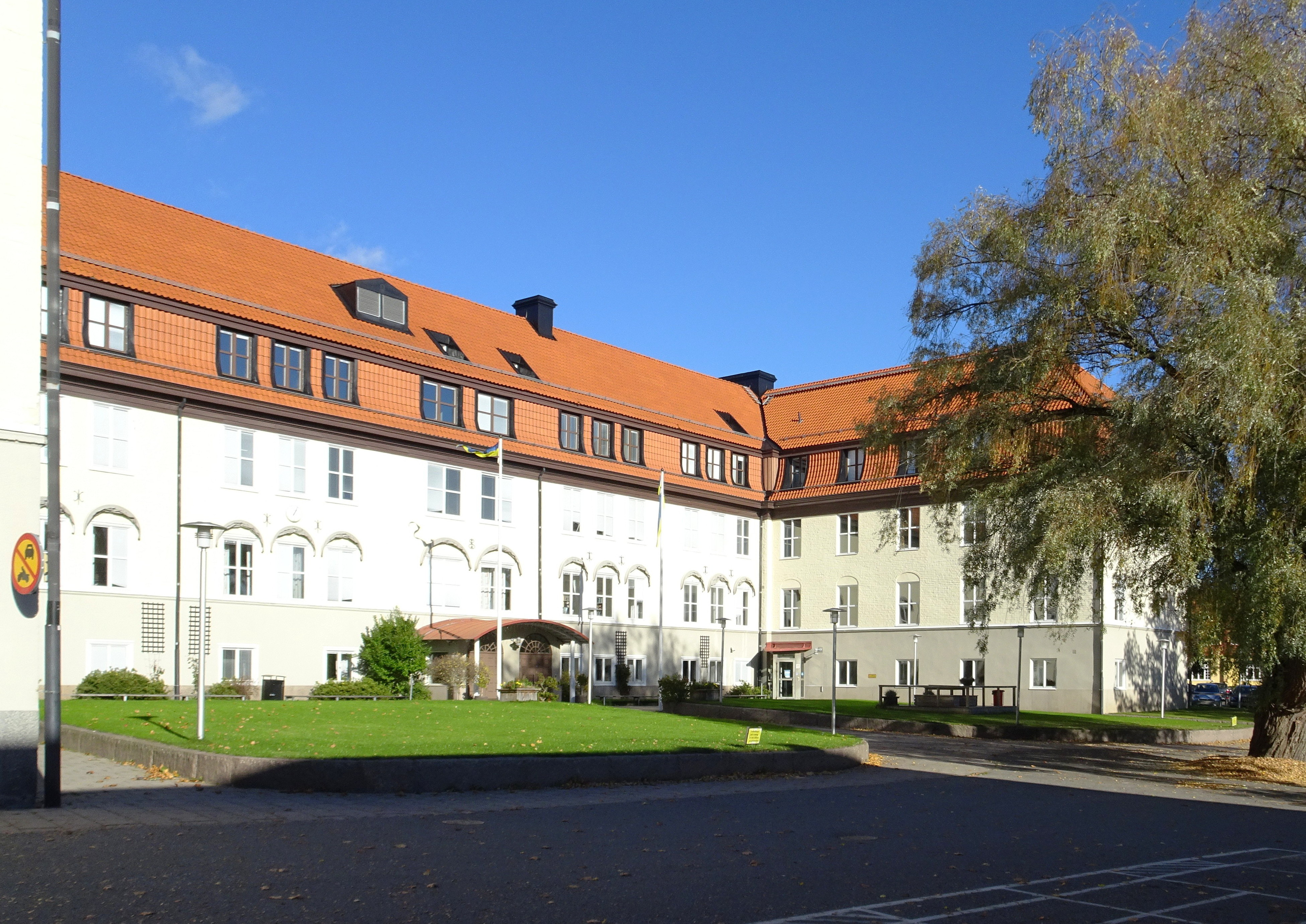
Skolgården med tillbyggnaderna från 1919 och 1957.

Byggnadsdetaljer
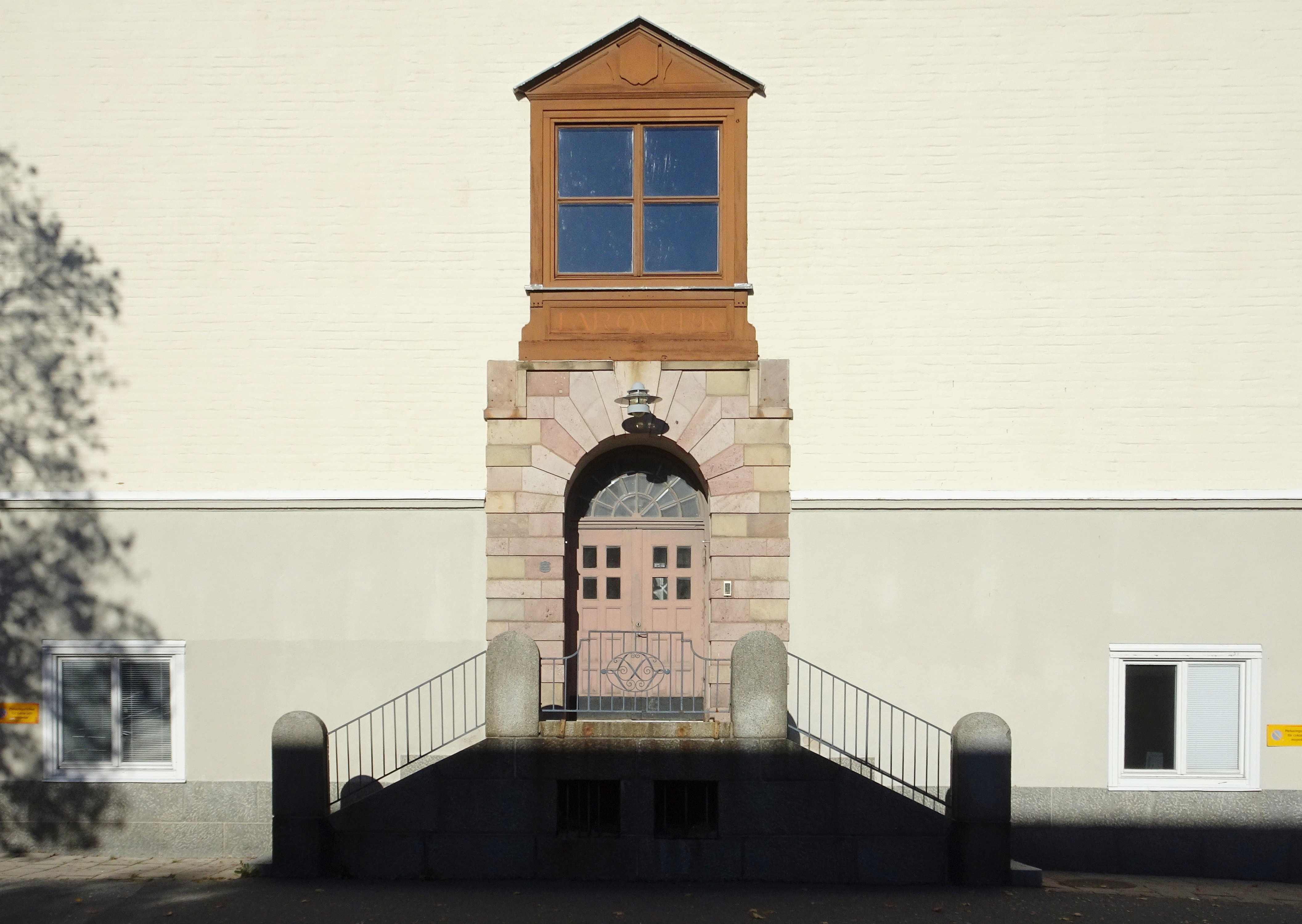
Den ursprungliga huvudentrén.
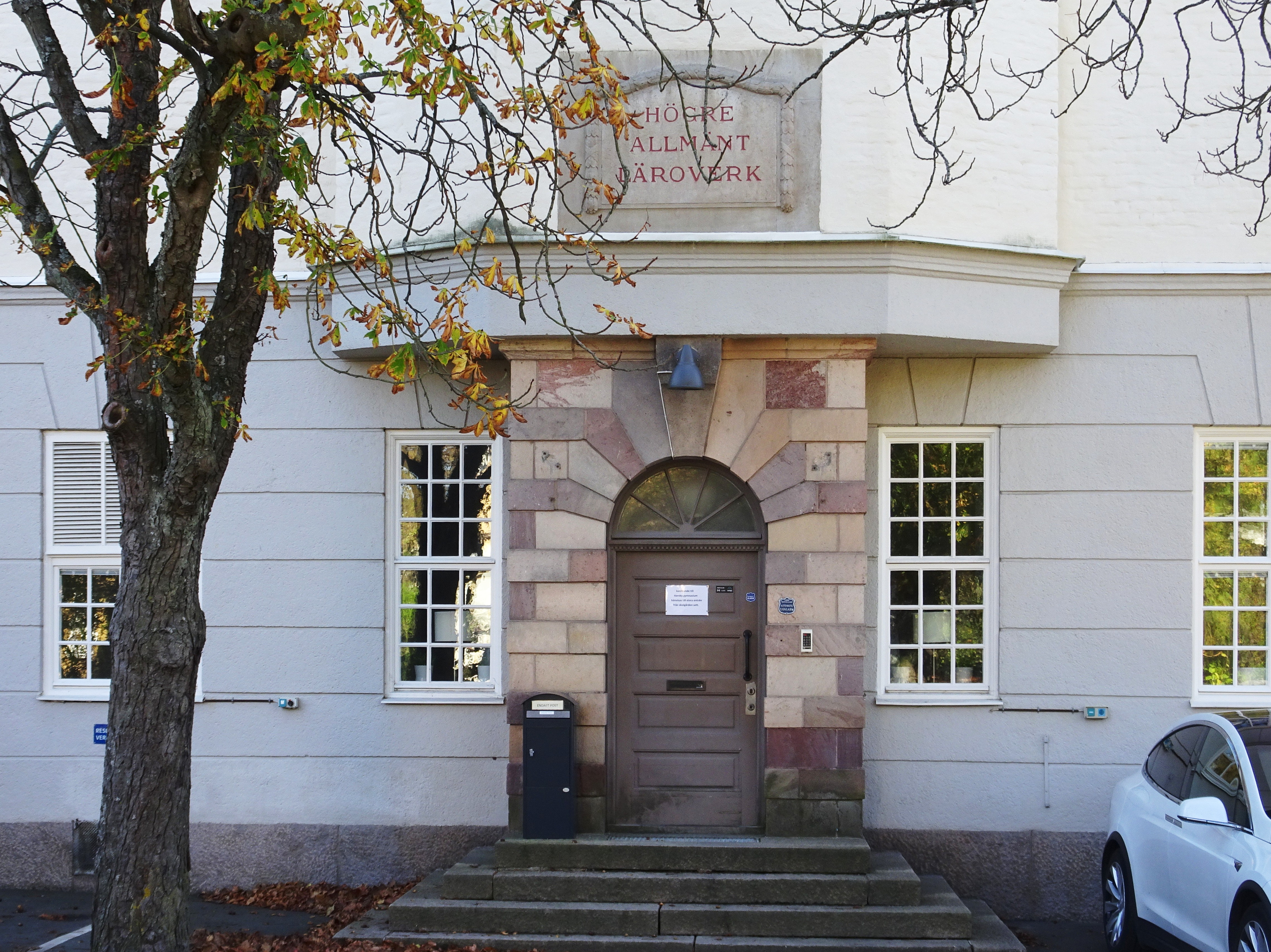
Sidoentrén mot Hersbyvägen.
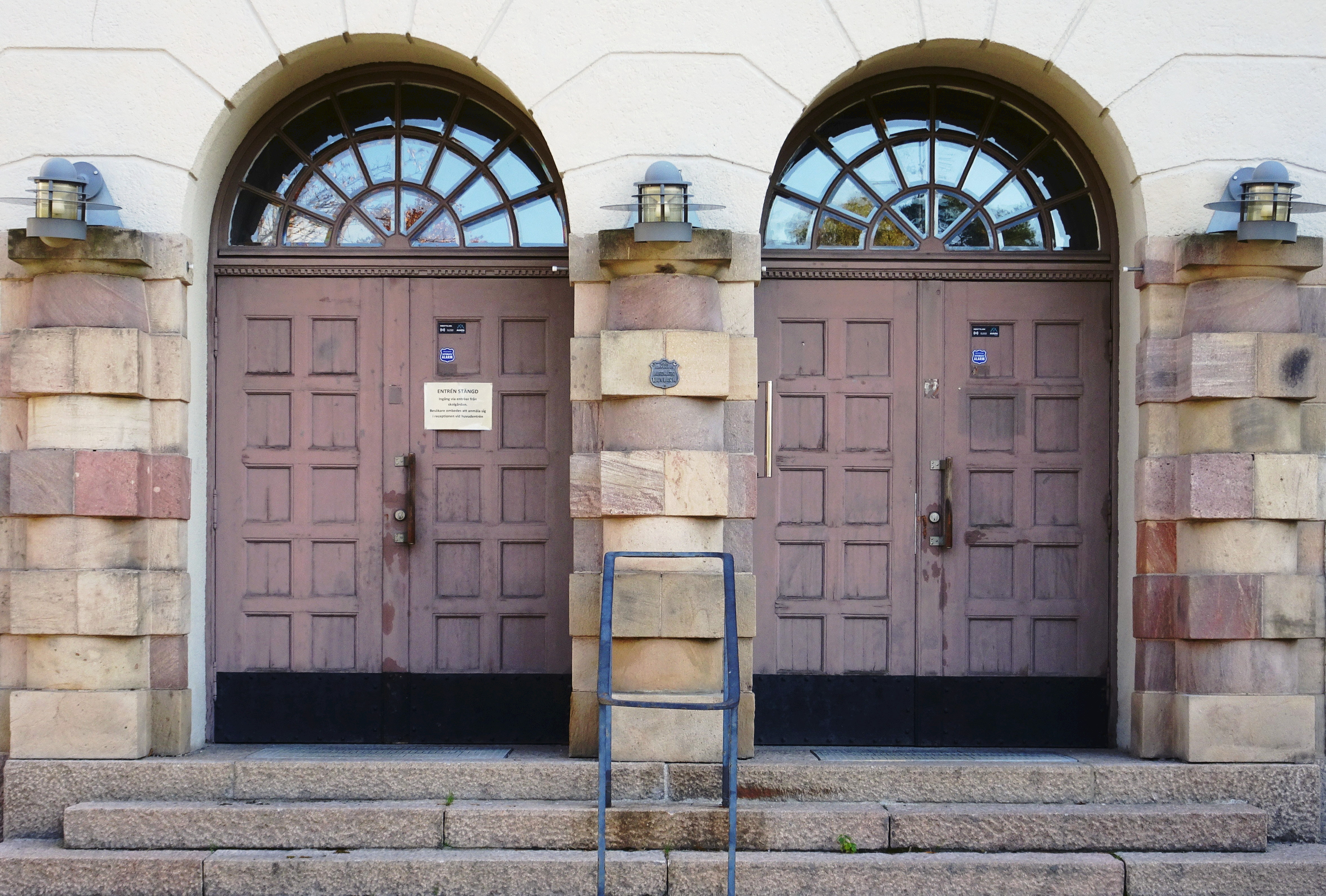
Gamla huvudentrén mot Läroverksvägen.
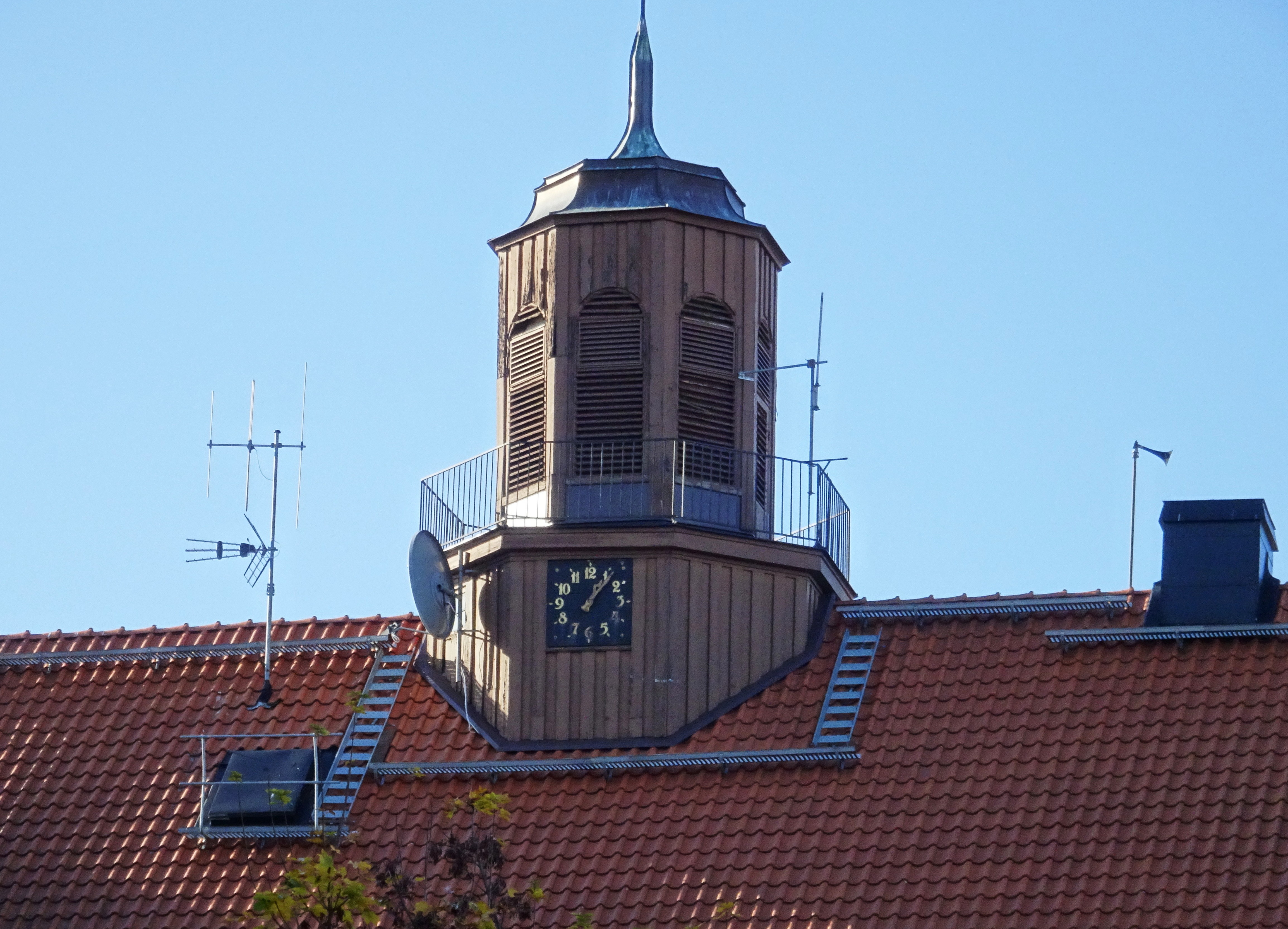
Taklanternin med skolklocka.

Övriga byggnader
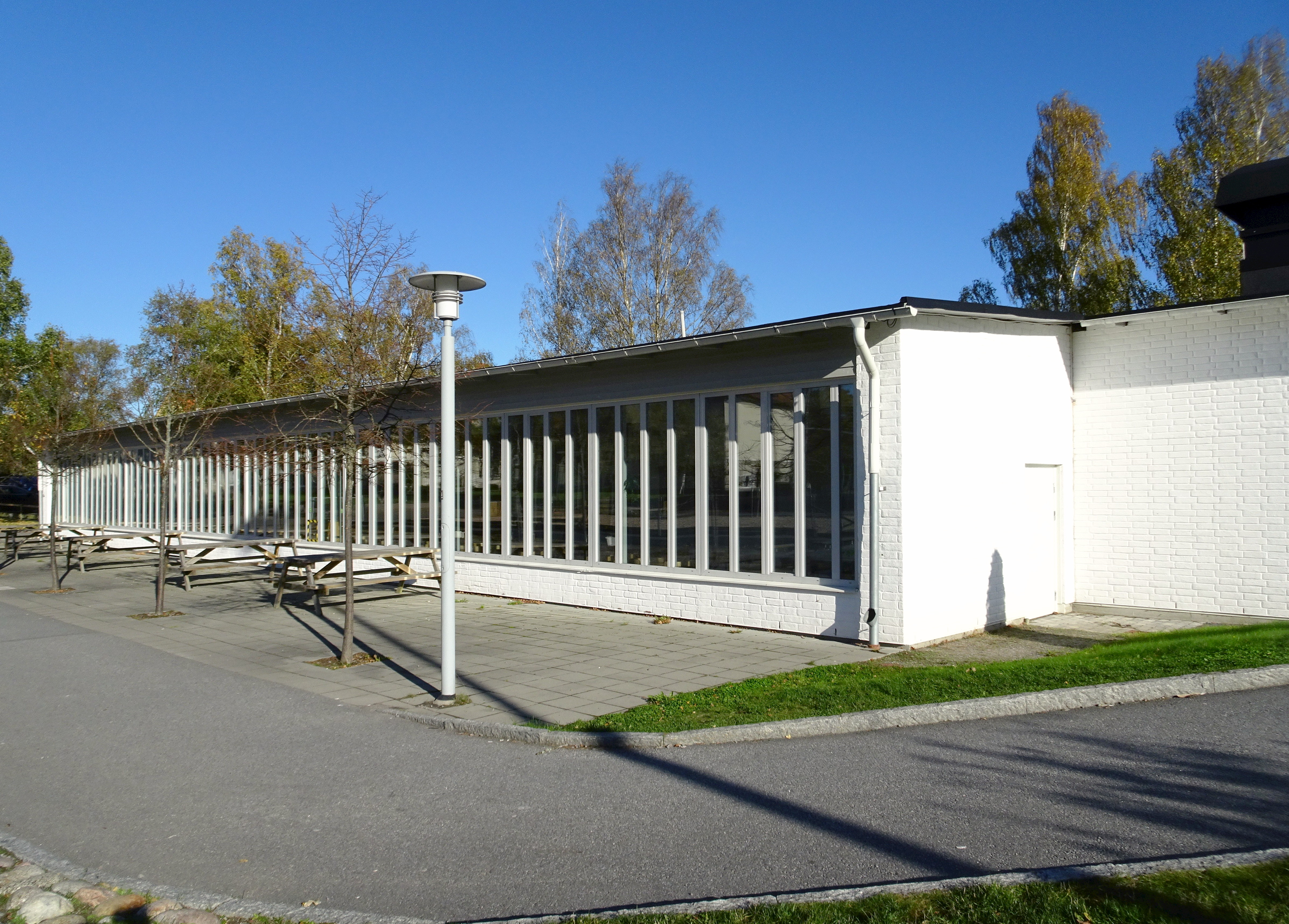
Matsalsbyggnad.
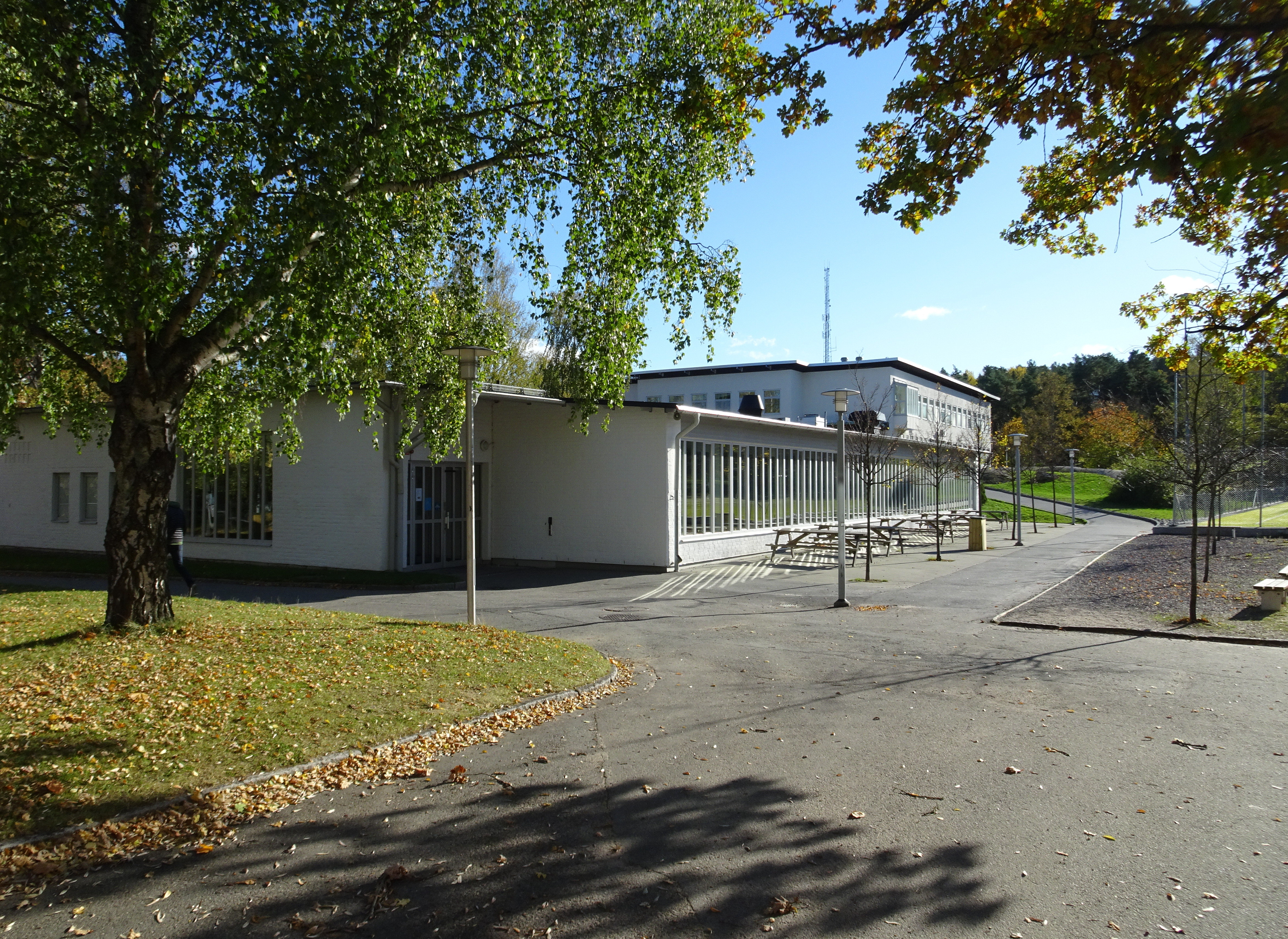
Matsalsbyggnad med Institutionsbyggnad bakom.
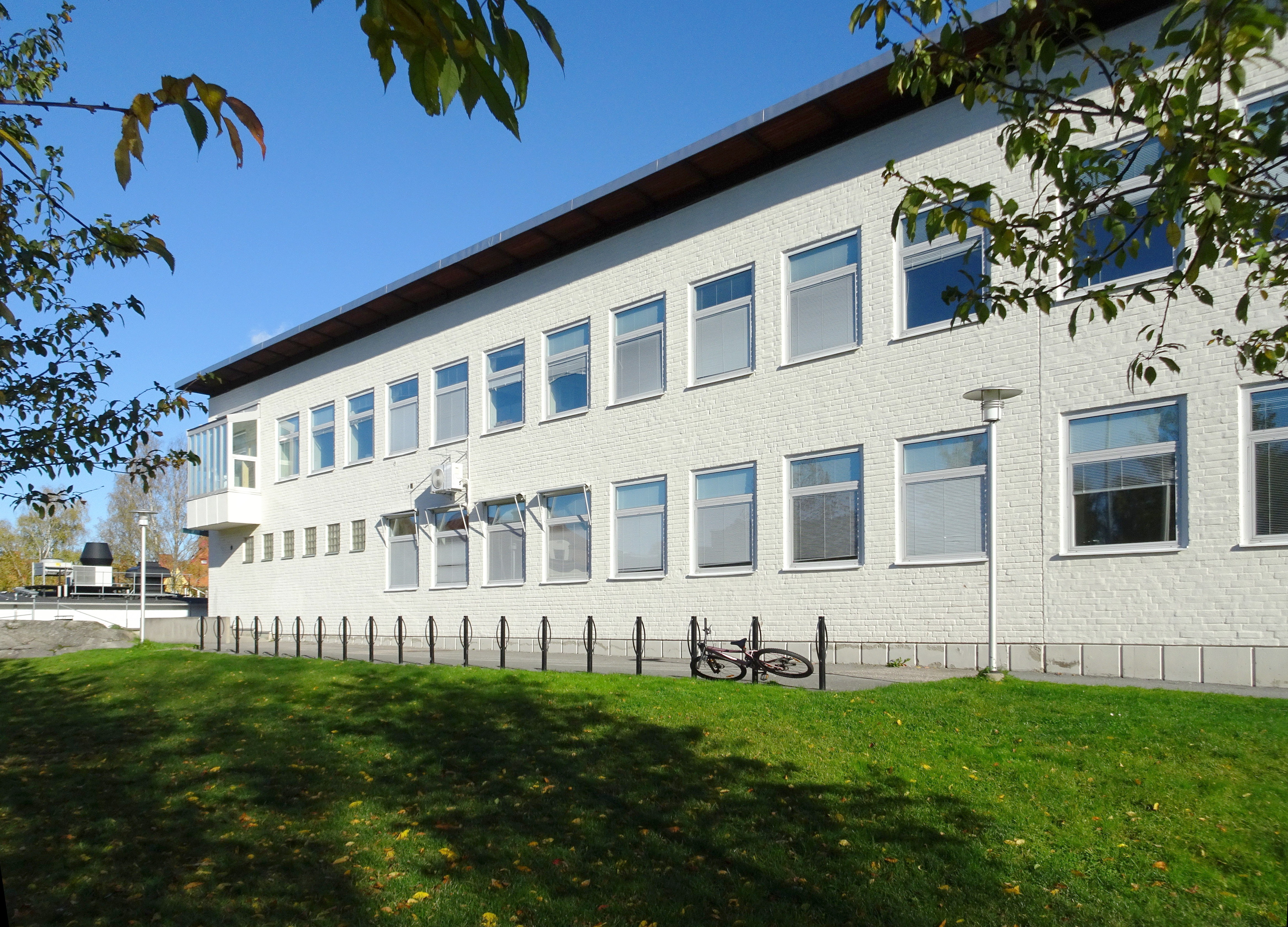
Institutionsbyggnad.
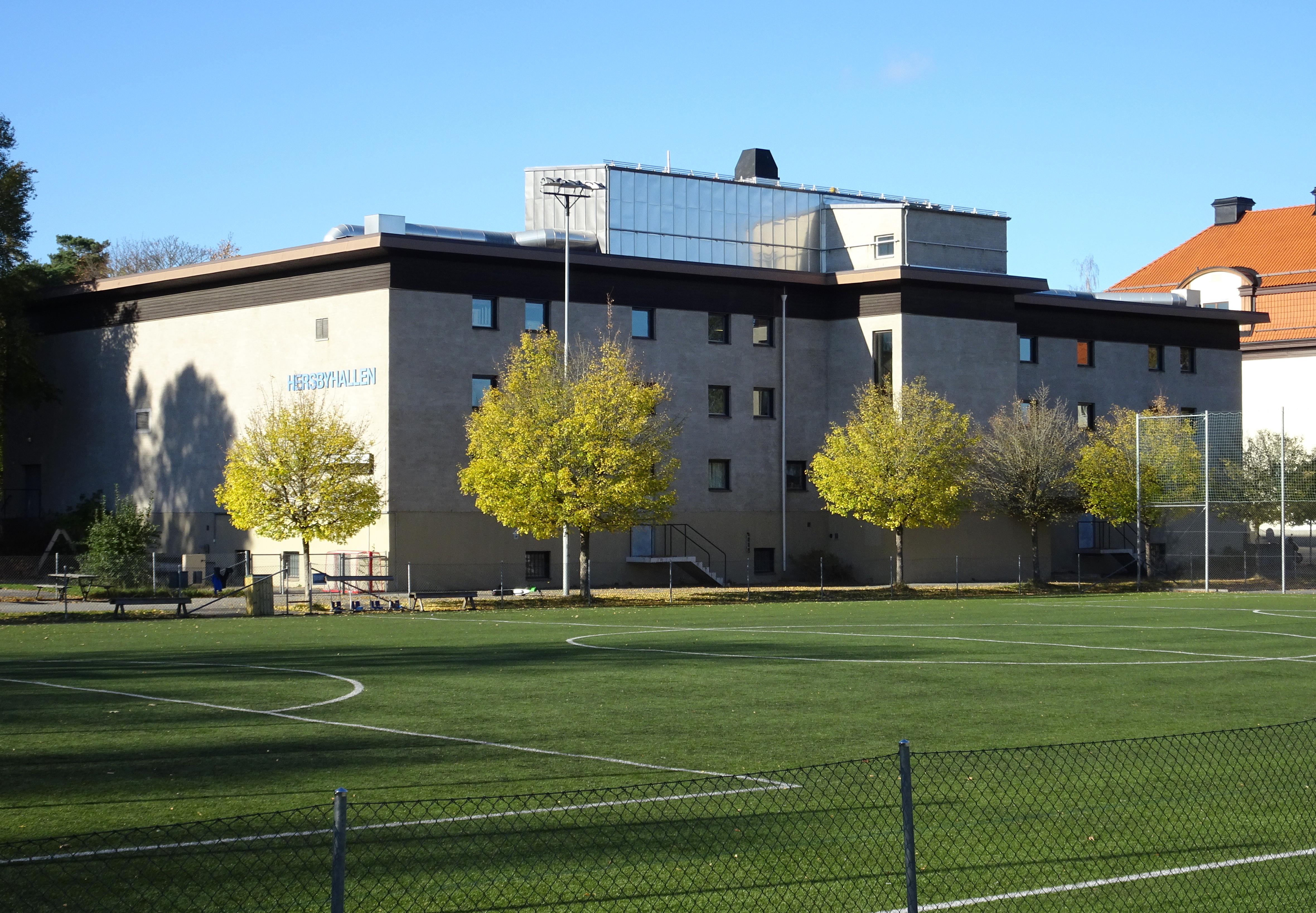
Hersbyhallen och bollplaner.

## Verksamhet

### Skolans tidigare namn
- Hersby skola 1963-1996
- Lidingö högre allmänna läroverk 1935-1963
- Lidingö (kommunala) läroverk 1923-1935
- Lidingö kommunala sam- och mellanskola 1920-1923
- Lidingö kommunala samskola 1914-1920
- Lidingö realskola 1913

Skolan grundades 1913 som en kommunal realskola. Till en början bedrevs undervisningen i tillfälliga lokaler och i september 1914 invigdes det nya skolhuset. År 1917 tillkom ett kommunalt gymnasium. Skolans namn blev från 1920 Lidingö kommunala sam- och mellanskola, från 1923 Lidingö kommunala läroverk, från 1933 Lidingö läroverk och skolan blev från 1935 Lidingö högre allmänna läroverk. Denna utgjordes av 5-årig realskola (som byggde på en 4-årig folkskola) följt av 4-årigt gymnasium. Till läroverket var knuten även en 2-årig kommunal flickskola som påbyggnad till realskolan. 
Skolan fick 1963 namnet Hersby skola och kommunaliserades 1966. Från 1996 blev skolan ett renodlat gymnasium och fick då sitt nuvarande namn. Skolan fick examensrätt 1923 och studentexamen gavs från 1923 till 1968 och realexamen från 1923 till  1963.
Bland skolans tidiga rektorer märks Lars Gabriel Andersson, Fredrik Johannesson och Allan Sjöding.

### Skolans program
- Samhällsvetenskapsprogrammet (SA)
- Naturvetenskapsprogrammet (NA)
- Naturvetenskapsprogrammet särskild variant musik (NAMUS)
- Ekonomiprogrammet (EK)
- Introduktionsprogrammet (IM)